# Grebno
Greme en albanais et Grebno en serbe latin (en serbe cyrillique : Гребно) est une localité du Kosovo située dans la commune/municipalité de Ferizaj/Uroševac, district de Ferizaj/Uroševac (Kosovo) ou district de Kosovo (Serbie). Selon le recensement kosovar de 2011, elle compte 4 421 habitants.

## Démographie

### Évolution historique de la population dans la localité
| 1948  | 1953  | 1961  | 1971  | 1981  | 1991  | 2011  |
| ----- | ----- | ----- | ----- | ----- | ----- | ----- |
| 1 470 | 1 634 | 1 966 | 2 575 | 3 520 | 4 322 | 4 421 |

|  |

### Répartition de la population par nationalités (2011)
En 2011, les Albanais représentaient 99,89 % de la population.